# Самсонов, Владимир Андреевич
Владимир Андреевич Самсонов (23 сентября 1917, Ярославский уезд, Ярославская губерния — 4 октября 1972, Москва) — стрелок 3-й роты 4-го пограничного полка войск Народного комиссариата внутренних дел СССР, красноармеец. Герой Советского Союза (1940).

## Биография
Родился 23 сентября 1917 года в деревне Новошинка в крестьянской семье. Русский. Член ВКП(б)/КПСС с 1942 года. Окончил 10 классов средней школы в городе Гаврилов-Ям. Работал техником на местном льнокомбинате «Заря социализма».
В Пограничных войсках НКВД СССР с 1938 года. Службу проходил в Каменец-Подольском, затем в Чертковском отрядах 4-го Краснознаменного пограничного полка НКВД. После освободительного похода в Западную Украину, в котором пограничник Самсонов тоже принимал участие, он был переведен на Петрозаводское направление советско-финляндской границы. Участник советско-финляндской войны 1939—1940 годов.
Стрелок 4-го пограничного полка кандидат в члены ВКП красноармеец Владимир Самсонов в составе роты капитана И. Д. Зиновьева 14 — 17 января 1940 года нёс охрану участка дороги в районе посёлка Уома. Действуя в условиях окружения, вместе с бойцами отбил все атаки противника, нанеся ему значительный урон в живой силе.

На протяжении почти двух месяцев 3-я рота 4-го погранполка находилась в окружении в с. Уома. В течение всего этого времени тов. Самсонов проявлял исключительное мужество, героизм и самоотверженность.
В одном из боев 17 января 1940 г., отражая атаку белофиннов, тов. Самсонов был ранен в руку пулей и осколком мины и эвакуирован на медпункт. Однако оставаться в землянке он отказался и, добровольно вернувшись в окопы, продолжал героически драться с врагом.
Ввиду плохого лечения вся левая рука перестала действовать и начала гноиться. Ощупав её и убедившись, что рука держится слабо, тов. Самсонов сам переломил ее в месте ранения и, бросив из окопа, в присутствии всех бойцов заявил «Вот теперь она мне не мешает, теперь мне будет легче бить белофиннов». И во всех последующих боях, вплоть до освобождения гарнизона после заключения мира, тов. Самсонов героически отражал натиск белофинских банд, забрасывая их гранатами одной правой рукой.
Это исключительно героическое поведение кандидата в члены партии красноармейца тов. Самсонова сыграло колоссальную роль в деле воодушевления всех остальных бойцов, в сплочении их в крепкий большевистский неприступный для противника гарнизон.— 
Указом Президиума Верховного Совета СССР от 26 апреля 1940 года «за успешное выполнение боевых заданий Правительства по охране государственных границ и проявленные при этом отвагу и геройство» красноармейцу Самсонову Владимиру Андреевичу присвоено звание Героя Советского Союза с вручением ордена Ленина и медали «Золотая Звезда».
После долгого лечения в Уфимском военном госпитале был направлен на учёбу. В апреле 1941 года окончил Московское военно-техническое училище НКВД и был оставлен в училище сначала лаборантом, затем инструктором по приему на слух и передаче текста в эфир азбукой Морзе. Став инвалидом, в боевых действиях на фронтах Великой Отечественной войны не участвовал. С января 1943 года — начальник передаточного пункта связи Управления войск НКВД по охране железных дорог, а в 1944 году вновь поступил на учёбу. В 1948 году окончил инженерный факультет Военной академии связи имени С. М. Буденного. С 1948 года служил в должности начальника штаба отдельного батальона связи Главного управления внутренних войск МГБ СССР. Позднее преподавал в Московском училище пограничных войск. С 1955 года и до выхода в отставку занимал различные командные должности в Главном штабе местной противовоздушной обороны страны.
9 сентября 1968 года полковник В. А. Самсонов уволен в запас. Жил и работал в городе-герое Москве. Скончался 4 октября 1972 года.

## Награды
- Герой Советского Союза (26 апреля 1940, медаль «Золотая Звезда», № 442)[5];
- орден Ленина (26 апреля 1940)[5]
- медаль «За боевые заслуги» (20.06.1949)[6]

## Комментарии
1. ↑  Деревня Новошинка относилась к 1-му стану Ярославского уезда Ярославской губернии; не сохранилась, ныне — урочище в Митинском сельском поселении, Гаврилов-Ямский район Ярославской области[2].